# Zsuzsanna Gahse
Zsuzsanna Gahse, geboren als Zsuzsanna Vajda (* 27. Juni 1946 in Budapest), ist eine deutschsprachige Schriftstellerin und Übersetzerin in der Schweiz.

## Leben
Zsuzsanna Gahse ist die Tochter ungarischer Eltern, ihre Muttersprache das Ungarische. Ihre Familie floh nach dem Ungarnaufstand von 1956 in den Westen und ließ sich in Wien nieder. Gahse besuchte dort sowie in Kassel das Gymnasium und eignete sich die deutsche Sprache an. Sie veröffentlichte ab 1969 literarische Arbeiten. Ab 1978 wurde sie von ihrem Mentor Helmut Heißenbüttel zum Übersetzen aus dem Ungarischen ermuntert. Von 1989 bis 1993 war sie Lehrbeauftragte an der Universität Tübingen, 1996 übte sie eine Poetik-Dozentur an der Universität Bamberg aus. Sie hat sich auch als Übersetzerin aus dem Ungarischen ins Deutsche hervorgetan. Sie lebte längere Zeit in Stuttgart, Anfang der Neunzigerjahre in Überlingen und heute mit dem Künstler Christoph Rütimann in Müllheim in der Schweiz.
Gahse ist Mitglied des PEN-Zentrums in Deutschland und der Schweiz, der Autorenvereinigung Die Kogge sowie Autorinnen und Autoren der Schweiz (AdS).

## Auszeichnungen
- 1983 Aspekte-Literaturpreis
- 1984 Weinpreis für Literatur
- 1986 Preis der Stadt Wiesbaden beim Ingeborg-Bachmann-Wettbewerb
- 1986 GEDOK Literaturförderpreis
- 1987 Stipendium des Künstlerhauses Edenkoben
- 1990 Literaturpreis der Stadt Stuttgart
- 1993 Preis der Stadt Zug
- 1999 Tibor-Déry-Preis
- 2004 Bodensee-Literaturpreis
- 2006 Adelbert-von-Chamisso-Preis[2]
- 2009 Chamisso-Poetikdozentur
- 2010 Johann-Heinrich-Voß-Preis für Übersetzung
- 2010 Thurgauer Kulturpreis
- 2011 Aufnahme in die Deutsche Akademie für Sprache und Dichtung, Darmstadt
- 2017 Italo-Svevo-Preis[3]
- 2017 Werner-Bergengruen-Preis
- 2019 Grand Prix Literatur der Schweizer Literaturpreise[4]

## Werke
- Zero. München 1983.
- Berganza. München 1984.
- Abendgesellschaft. München u. a. 1986.
- Liedrige Stücke. Warmbronn 1987.
- Stadt, Land, Fluß. München 1988.
- Einfach eben Edenkoben. Klagenfurt u. a. 1990.
- Hundertundein Stilleben. Klagenfurt u. a. 1991.
- Nachtarbeit. Warmbronn 1991.
- Essig und Öl. Hamburg 1992.
- Übersetzt. Berlin u. a. 1993 (zusammen mit Renate von Mangoldt).
- Laune. Stuttgart 1993.
- Passepartout. Klagenfurt u. a. 1994.
- Kellnerroman. Hamburg 1996.
- Wie geht es dem Text? Hamburg 1997.
- Calgary. Warmbronn 1999.
- Nichts ist wie oder Rosa kehrt nicht zurück. Hamburg 1999.
- Wörter, Wörter, Wörter! Göttingen 1999 (zusammen mit Stefana Sabin und Valentin Braitenberg).
- Kaktus haben. Alpnach Dorf 2000 (zusammen mit Christoph Rütimann).
- durch und durch. Edition Korrespondenzen, Wien 2004, ISBN 3-902113-28-6.
- Instabile Texte. Edition Korrespondenzen, Wien 2005, ISBN 3-902113-41-3.
- Oh, Roman. Edition Korrespondenzen, Wien 2007, ISBN 978-3-902113-51-1.
- Erzählinseln. Reden für Dresden. Dresden 2009.
- Donauwürfel. Edition Korrespondenzen, Wien 2010, ISBN 978-3-902113-69-6.
- Das Nichts in Venedig. Martin Wallimann Verlag, Alpnach Dorf 2010.
- Südsudelbuch. Edition Korrespondenzen, Wien 2012, ISBN 978-3-902113-93-1.
- Die Erbschaft. Edition Korrespondenzen, Wien 2013, ISBN 978-3-902113-00-9.
- JAN, JANKA, SARA und ich. Edition Korrespondenzen, Wien 2015, ISBN 978-3-902951-16-8.
- Siebenundsiebzig Geschwister. Edition Korrespondenzen, Wien 2017, ISBN 978-3-902951-27-4.
- Schon bald. Edition Korrespondenzen, Wien 2019, ISBN 978-3-902951-43-4.
- Andererseits. Band 7 Stefan Zweig Poetikvorlesungen, Verlag Sonderzahl, Wien 2020.
- Bergisch teils farblos. Edition Korrespondenzen, Wien 2021, ISBN 978-3-902951-66-3

### Herausgeberschaft
- Inzwischen fallen die Reiche. Bremerhaven 1990 (zusammen mit Gregor Laschen).

### Übersetzungen
- István Eörsi: Ich fing eine Fliege beim Minister. Klagenfurt u. a. 1991.
- Péter Esterházy: Kleine ungarische Pornographie 1987, Fuhrleute 1988, Das Buch Hrabals 1991, Eine Frau 1996, Thomas Mann mampft Kebab am Fuße des Holstentors 1999, Fancsikó und Pinta 2002, Rubens und die nichteuklidischen Weiber (zusammen mit György Buda) 2004, Indirekt 2015.
- Miklós Mészöly: Das verzauberte Feuerwehrorchester. Zürich 1999.
- Péter Nádas: Etwas Licht 1999, Heimkehr 1999.
- Zsuzsa Rakovszky: Familienroman. Edition Korrespondenzen, Wien 2002, ISBN 3-902113-12-X.
- Ottó Tolnai: Göttlicher Gestank. Edition Korrespondenzen, Wien 2009, ISBN 978-3-902113-63-4.
- István Vörös: Die leere Grapefruit. Edition Korrespondenzen, Wien 2004, ISBN 3-902113-34-0.